# Liza Nakashidze-Bolkvadze
Liza Nakashidze-Bolkvadze, född 1885, död 1938, var en georgisk politiker. 
Hon blev 1919 den första kvinnan att väljas in i parlamentet. 